# Rick van der Kroon
Rick van der Kroon (Amsterdam, 20 januari 1977) is een Nederlandse zanger.

## Biografie

### Jeugd en opleiding
Rick werd geboren in het Onze Lieve Vrouwe Gasthuis in Amsterdam en groeide op in Nigtevecht. Al op jonge leeftijd had hij liefde voor muziek. Op klasseavonden zong hij liedjes van Harry Slinger, Piet Veerman en Tina Turner. Later deed hij ook mee aan de Grote Meneer Kaktus Show. Hij ging naar de Mavo en ging daarna naar de lts in Weesp. Hierna studeerde hij nog MTS Bouwkunde aan het Dudok College in Hilversum en vervolgens nog bedrijfskunde aan de Hogeschool van Amsterdam. Deze laatste studie maakte hij niet af. Hierna was hij 5 jaar lang zanger en entertainer in het café van Peter Beense in Amsterdam.

### Carrière
In 2005 bracht Van der Kroon Het draait alleen maar om jou uit, dat op 30 april 2005 binnenkwam in de Nederlandse Single Top 100. Het nummer stond daar 3 weken in en de 71e plaats was de hoogste positie. Een jaar later kwam de opvolger, Verlaat me niet. Deze stond alleen op 18 maart 2006 in de Single Top 100 met een 84e plaats.

## Discografie

### Albums
| Album met eventuele hitnotering(en) in de Nederlandse Album Top 100 | Datum van verschijnen | Datum van binnenkomst | Hoogste positie | Aantal weken | Opmerkingen |
| ------------------------------------------------------------------- | --------------------- | --------------------- | --------------- | ------------ | ----------- |
| De twaalfde man                                                     | 04-2000               | -                     |                 |              |             |
| Fijn om ADE'er te zijn                                              | 05-2000               | -                     |                 |              |             |
| Ode aan Louis van Gaal                                              | 06-2000               | -                     |                 |              |             |
| 'The winner takes the best                                          | 06-2004               | -                     |                 |              |             |
| Het draait alleen nog maar om jou                                   | 04-2005               | -                     |                 |              |             |
| Verlaat me niet                                                     | 02-2006               | -                     |                 |              |             |

### Singles
| Single met eventuele hitnotering(en) in de Nederlandse Top 40 | Datum van verschijnen | Datum van binnenkomst | Hoogste positie | Aantal weken | Opmerkingen                 |
| ------------------------------------------------------------- | --------------------- | --------------------- | --------------- | ------------ | --------------------------- |
| Het draait alleen maar om jou                                 | 2005                  | -                     |                 |              | Nr. 71 in de Single Top 100 |
| Verlaat me niet                                               | 2006                  | -                     |                 |              | Nr. 84 in de Single Top 100 |
| Het draait alleen maar om jou                                 | 2008                  | -                     |                 |              | Nr. 53 in de Single Top 100 |